# アンドラのユーロ硬貨

ユーロのシンボル

アンドラのユーロ硬貨（アンドラのユーロこうか）では、アンドラにおけるユーロ硬貨について記述する。
ユーロ (EUR, €) は、欧州連合に加盟している多くの国で使われている通貨である。
ユーロ硬貨の片面はユーロ圏全域共通のデザイン、もう片面は各国の独自のデザインとなっている。各国共通の表面の詳細はユーロ硬貨を参照。2ユーロ硬貨以外の縁のデザインもまた、全域で共通である。独自デザインとされている裏面も、欧州連合を象徴する12個の星と発行年を西暦で表示することは共通である。
アンドラのユーロ硬貨は、2015年の時点では存在しなかったが2016年1月現在、the Royal Spanish Mintよりアンドラ独自デザインのユーロ硬貨が鋳造されている。
ユーロは欧州連合加盟国で使われている通貨であるが、非加盟国であるアンドラは、事実上の法定通貨としてユーロを使用している。ユーロ切替え前の1999年までは、フランス・フランとスペインペセタを通貨として使用していた。
アンドラは、1993年まで憲法が存在しなかったため、フランスおよびスペインとの正式な金融協定を結んでいなかった。そのため、自ら通貨を発行することが出来なかった。そのためアンドラは、アンドラに数を限ってユーロ硬貨を鋳造する権利を与えるという金融合意に関し、EUと交渉中である。上記のとおり、2016年1月現在、主に収集家に向けて独自のユーロ通貨が鋳造されている。